# 줄리언 샌즈
줄리언 리처드 몰리 샌즈(영어: Julian Richard Morley Sands, 1958년 1월 4일 ~ 2023년 1월 13일)는 잉글랜드의 배우이다. 《전망 좋은 방》(1985)으로 주목 받았으며, 그 외 대표작으로 《킬링필드》(1984), 《고딕》(1986), 《워락》(1989), 《아라크네의 비밀》(1990), 《네이키드 런치》(1991), 《라스베가스를 떠나며》(1995) 등이 있다.
2023년 1월 로스엔젤레스 북부에 위치한 샌게이브리얼 산맥에서 등산 중 실종되었다. 그 해 6월 등반 장소에서 유해가 발견되었다.

## 출연 작품

### 영화
- 킬링필드 (1984)
- 전망 좋은 방 (1985)
- 고딕 (1986)
- 워락 (1989)
- 아라크네의 비밀 (1990)
- 소팽의 연인 (1991)
- 네이키드 런치 (1991) - 이브 클로켓 역
- 뱀파이어 (1992, Tale of a Vampire)
- 남자가 여자를 사랑할 때 (1993)
- 브라우닝 버전 (1994)
- 라스베가스를 떠나며 (1995)
- 메달리온 (2003)
- 오션스 13 (2007)
- 밀레니엄: 여자를 증오한 남자들 (2012)
- 페인티드 버드 (2019)

### 텔레비전
- 재키찬 어드벤처 (2000-02) - 목소리
- 로즈 레드 (2002)
- Napoléon (2002) - 클레멘스 폰 메테르니히 후작 역
- 니벨룽겐의 반지 (2004)
- 24 (2006)
- 스몰빌 (2009-10)